# 生命简史：地球生命40亿年的演化传奇
《生命简史：地球生命40亿年的演化传奇》（第一版书名：Life: An Unauthorised Biography）是英国科学作家理查德·福提创作的一部关于自然历史与生命演化的书，1997年由哈珀柯林斯出版公司出版，获1998年紐約時報書評的值得关注的图书。